# Puxtla, Veracruz
Puxtla är en ort i Mexiko.   Den ligger i kommunen Mecatlán och delstaten Veracruz, i den sydöstra delen av landet, 180 km nordost om huvudstaden Mexico City. Puxtla ligger 362 meter över havet och antalet invånare är 381.
Terrängen runt Puxtla är kuperad. Runt Puxtla är det tätbefolkat, med 297 invånare per kvadratkilometer. Närmaste större samhälle är Olintla, 14,1 km söder om Puxtla. Omgivningarna runt Puxtla är en mosaik av jordbruksmark och naturlig växtlighet.